# 舒伯特灣
70°52′S 70°55′W / 70.867°S 70.917°W
舒伯特灣（英語：Schubert Inlet）是南極洲的內灣，位於亞歷山大一世島西岸，處於科爾伯特山脈和沃爾頓山脈之間，長26公里、寬9公里，以奧地利作曲家弗朗茨·舒伯特命名。